# Myrmecocichla aethiops
El zorzal hormiguero septentrional (Myrmecocichla aethiops) es una especie de ave paseriforme de la familia Muscicapidae propia del Sahel y alrededores.

## Distribución y hábitat
Se extiende por el Sahel, además de los montes desde el Tibesti a la meseta de Ennedi, y los montes al noreste de la región de los Grandes Lagos. Se distribuye por Burkina Faso, el norte de Camerún, Chad, Gambia, el oeste de Kenia, Malí, Mauritania, Níger, Nigeria, la República Centroafricana, Senegal, Sudán y el extremo norte de Tanzania. Su hábitat natural son las sabanas y los herbazales tropicales secos tanto de montaña como de tierras bajas.